# Давиденко Антон Володимирович
Антон Володимирович Давиденко (нар. 16 серпня 1996, Київ) — український стрибун на батуті. Майстер спорту України.

## Біографія
Закінчив Національний університет фізичного виховання і спорту України.

## Спортивна кар'єра
Почав займатися стрибками на батуті у Києві, перший тренер — Анатолій Келін.

### 2018
На чемпіонаті Європи 2018 року в Баку, Азербайджан, у чоловічих командних змаганнях з сумою 171,380 балів разом з Миколою Просторовим, Дмитром Собакаром, Артемом Савченко виборов бронзову нагороду.

### 2019
На ІІ Європейських іграх 2019 у Мінську, Білорусь, в індивідуальних стрибках на батуті з сумою 104,55 балів завершив змагання на п'ятнадцятій сходинці у кваліфікації, а в синхронних стрибках в парі з Миколою Просторовим у фіналі змагань з сумою 51,350 балів здобув срібну нагороду.

## Державні нагороди
- Орден «За заслуги» III ст. (15 липня 2019) —За досягнення високих спортивних результатів ІІ Європейських іграх у м.Мінську (Республіка Білорусь), виявлені самовідданість та волю до перемоги, піднесення міжнародного авторитету України[3]